# Abgasschlauch

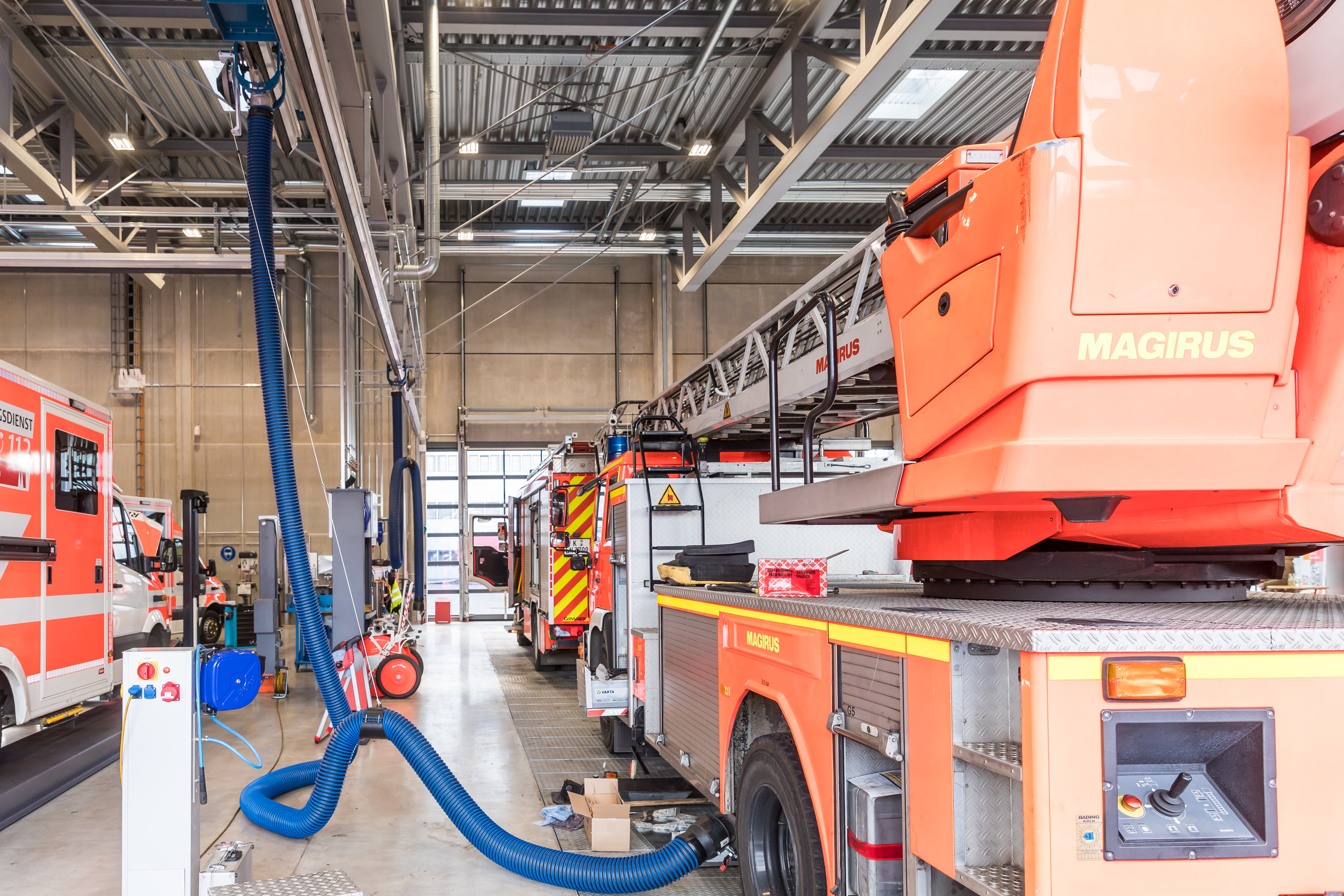
Abgasschlauch an einer Drehleiter der Feuerwehr Köln in der Kfz-Werkstatt des Feuerwehrzentrums Kalk

Ein Abgasschlauch ist ein beweglicher Schlauch und wird verwendet, um Abgase, die Stromgeneratoren, Fahrzeugmotoren und andere Gerätschaften mit Verbrennungsmotor ausstoßen, vom Bediener wegzuleiten. Eine Verwendung zur Schweißrauchabsaugung ist ebenfalls üblich, da auch hier hohe Temperaturen, giftige bzw. belastende Abgase und eine erhebliche Sichtbehinderung auftreten kann.

## Ausführungen
Es gibt mobile und ortsfeste Anlage. Meist werden Abgasschläuche zusammen mit einer Absaugung eingesetzt.
Es wird dann neben den Abgasen Frischluft mit abgesaugt. Die Frischluft kühlt die Abgase herunter, so dass auch einfache Kunststoffschläuche bei Geräten mit relativ hohen Abgastemperaturen verwendet werden können.
Die Hersteller weisen dann aber üblicherweise auf eine zwingend notwendige Frischluftzufuhr und die Verwendung von zum Beispiel Abgastrichtern hin.
Zudem wirkt durch die Absaugung ständig ein leichter Unterdruck auf die Schläuche. Damit wird erreicht, dass kleinere Undichtigkeiten in der Schlauchwand nicht dazu führen, dass Abgase austreten.
Da Abgasschläuche häufig an Motorenprüfständen zum Einsatz kommen oder an mobilen Einheiten Schweißrauch angesaugt werden muss, sind diese Schläuche mitunter auch überfahrbar oder trittfest.
Der Schlauch ist am Objekt (z. B. Auspuff) formschlüssig zu befestigen.

## Normung
Maschinisten können bei der Bedienung der Feuerlöschkreiselpumpe an der Rückseite von Löschfahrzeugen, des Spills oder des Generators an Rüst- oder Kranwagen sowie von Drehleitern durch die Auspuffgase stark behindert und gefährdet werden. Ähnlichen Belastungen können je nach Windrichtung auch die Maschinisten an Tragkraftspritzen und Stromerzeugern ausgesetzt sein. Abgasschläuche und Abgasschlauch-Anschlüsse nach DIN 14572 sollen dies verhüten. Abgasschlauch-Anschlüsse vereinheitlichen die Enden der Auspuffrohre der Feuerwehrfahrzeuge, Tragkraftspritzen und Stromerzeuger (Auspuffrohr-Ende) einerseits und stellen andererseits die Anschlüsse zu Abgasanlagen (Muffen für Abgasanlagen) sicher.